# Фронда
Фронда је назив за устанак у Француској који је избио 1648. године. Након смрти Луја ΧΙΙΙ започињу борбе за престо које слабе централну власт државе. Велможе и племићи дижу устанак. Устанак је назван „фронда“, француска реч за игру са праћком. У Паризу је та игра била забрањена, а полиција је прогонила дечурлију која су их засипала камењем. 
Фронда је вођена по идеологији Енглеске револуције. Погубљење енглеског краља Чарлса Ι навело је Парламент да се повуче, након чега Мазарен постиже измирење са велможама и принчевима. 

## Устанак
Француски краљ Луј ΧΙΙΙ умире пет месеци након смрти кардинала Ришељеа (1643). Престолонаследник Луј ΧΙV имао је свега пет година. Парламент за регента признаје његову мајку Ану Аустријску, али је на чело управе стао Жил Мазарен. Велможе и принчеви су покушали да слабост центране власти искористе за пљачкање државне благајне. Ови нови нереди названи су „фронда“. 
Фрондин Парламент је као своју заставу истакао ограничење краљеве власти у корист „четири врховна дома“ тј. одрицање у корист: Парламента, државног рачуноводства, надлештва за царине и тзв. великог већа које је дошло на место скупштине сталежа. 

## Устав
Становништво Париза, притиснуто великим порезима, било је жариште врења, спремно да се сваког тренутка излије у отворени устанак. Парламент и врховни домови изградили су устав који се састојао од 27 чланова. Најважнији чланови били су: разрезивање пореза и царина само уз сагласност врховних домова; обавеза саслушања ухапшеног у року од 24 часа. Говорило се чак и о увођењу републиканског уређења. 

## Реакција
Мазарен издаје наређење да се похапсе чланови Парламента (26. август 1648). Парижани дижу устанак и постављају барикаде. После бројних сукоба двор бежи из Париза. Влада на своју страну привлачи Конде. Краљеве трупе опседају Париз (јануар-фебруар 1649). 
Фронда је вођена по угледу на Енглеску револуцију Оливера Кромвела (1641—1649). Погубљење енглеског краља подстакло је парламент да одустане од даљег вођења устанка и приступи преговорима са краљем. 
Покрет тада прелази у руке велможа и племића. Они су утанак претворили у пљачку која је по нарави подсећала на недавно завршени Тридесетогодишњи рат. Мазарену је успело да се измири са свим племићима понаособ. Потом се са својом војском вратио у Париз. Одлуке Парламента су укинуте, а потпуно обнављање монархије успостављено је 1653. године. 